# Черкасов, Михаил Фролович
Михаи́л Фро́лович Черка́сов (1909—2001) — советский дипломат. Чрезвычайный и полномочный посланник II класса (26 ноября 1961).

## Биография
Член РКП(б). Окончил Саратовский плановый институт в 1935 году и Высшую дипломатическую школу МИД СССР в 1942 году. На дипломатической работе с 1942 года.
- В 1942—1943 годах — стажёр при генеральном консульстве СССР в Нью-Йорке (США).
- В 1943—1944 годах — старший референт II Европейского отдела НКИД СССР.
- В 1944—1945 годах — второй секретарь посольства СССР в Великобритании.
- В 1945—1948 годах — первый секретарь посольства СССР в Норвегии.
- В 1948—1950 годах — советник посольства СССР в Италии.
- В 1950—1952 годах — заместитель председателя советской делегации в советско-иранской смешанной пограничной комиссии.
- В 1952—1956 годах — советник посольства СССР в Мексике.
- В 1956—1958 годах — заместитель начальника 1-го отдела 1-го Управления Комитета информации при МИД СССР.
- В 1958—1959 годах — советник Управления внешнеполитической информации МИД СССР.
- В 1959—1962 годах — генеральный консул СССР в Калькутте (Индия).
- В 1962—1963 годах — советник-посланник посольства СССР в Индии.
- С 27 июня 1963 по 24 сентября 1966 года — чрезвычайный и полномочный посол СССР в Кувейте[1].
- В 1966—1974 годах — советник Отдела стран Ближнего Востока МИД СССР.

С 1974 года — в отставке.

## Награды
- Орден Знак Почёта (31 декабря 1966).
- Почётная грамота Президиума Верховного совета РСФСР (1969).